# Criorhina floccosa
Criorhina floccosa es una especie de sírfido. Se distribuyen por el paleártico en Eurasia.